# Reproduction explosive
Les reproductions explosives (explosive breeding en anglais), sont un phénomène de reproduction brève et massive d'une ou de plusieurs espèces d'amphibiens. Généralement, ce phénomène survient dans les régions tropicales, après la saison sèche, lorsque les premières pluies remplissent les points d'eau temporaires. Ce phénomène est connu dans différents endroits du monde mais reste encore peu étudié.

## En Guyane

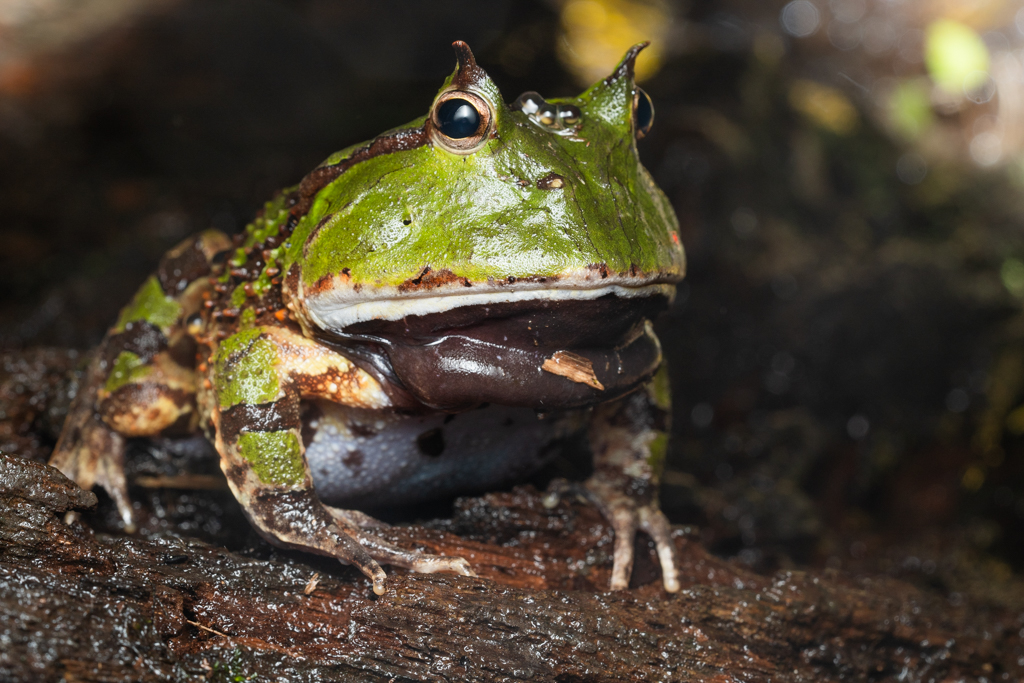
Ceratophrys cornuta est l'une des espèces caractéristiques des reproductions explosives

Ce phénomène est bien connu en Guyane, où ces reproductions explosives surviennent au début de la saison des pluies, généralement au mois de décembre. Lorsque les mares forestières se remplissent, des milliers d'amphibiens se rassemblent au cours d'une seule et même nuit pour s'accoupler et pondre. Certaines des espèces concernées par ce phénomène ne se reproduisent que pendant cette courte période, comme Ceratophrys cornuta, Trachycephalus coriaceus, Osteocephalus leprieurii et Dendropsophus melanargyreus. D'autres espèces, comme Dendropsophus minutus, se reproduisent pendant toute la saison des pluies, mais peuvent être dans des effectifs très importants sur un même point d'eau lors de ces phénomènes.

## En Amérique centrale
Plusieurs espèces du genre Agalychnis, comme Agalychnis saltator ou Agalychnis spurrelli, sont connues pour effectuer des rassemblements très importants en début de saison des pluies,, ainsi que d'autres espèces comme Trachycephalus "vermiculatus". Dans les forêts sèches, certaines espèces comme Incilius luetkenii ont également une reproduction explosive. Cette espèce, habituellement brune, devient jaune vive lors de la reproduction.

## En région tempérée

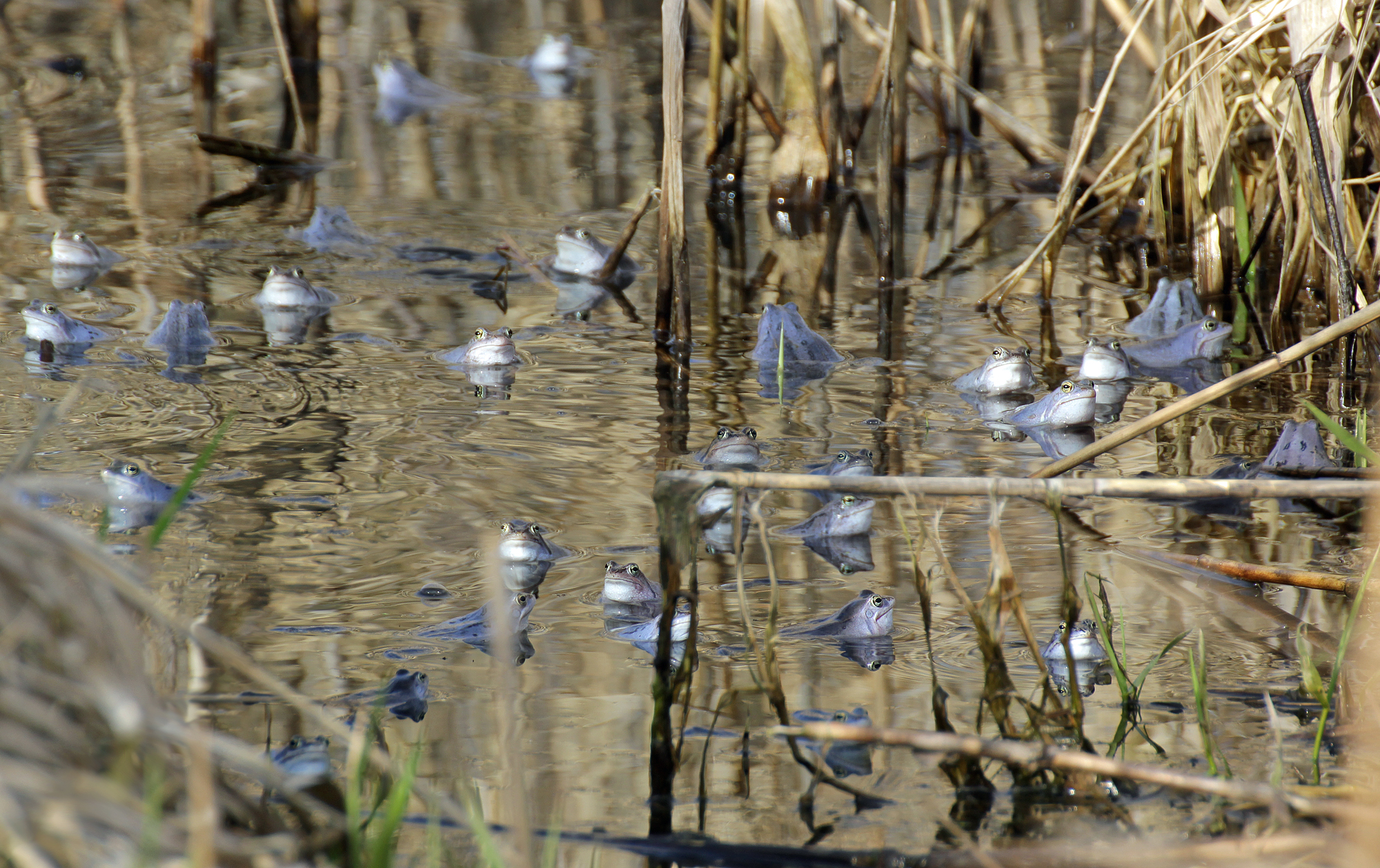
Reproduction explosives de Rana arvalis. Les mâles sont bleus uniquement durant une courte période.

Dans les régions tempérées, certaines espèces peuvent également avoir une reproduction explosive, à la sortie de l'hiver. En Europe, la grenouille des champs (Rana arvalis) se rassemble en grand nombre pour se reproduire, sur une période de quelques jours. Les mâles, qui sont bruns le reste de l'année, deviennent alors bleue.